# Etmopterus dislineatus
 Etmopterus dislineatus  ist eine Art der Gattung Etmopterus innerhalb der Laternenhaie (Etmopterinae; wird zum Teil auch als Familie Etmopteridae eingestuft).

## Aussehen und Merkmale
Etmopterus dislineatus ist ein kleiner Hai mit einer bekannten Körperlänge von etwa 34 Zentimeter bei einer Maximallänge von mindestens 45 Zentimeter. Er hat einen für Laternenhaie typischen, verhältnismäßig langgestreckten Körper mit einem langen, breiten und oberseits abgeflachten Kopf. Die Körperfarbe ist hell silbrig-braun mit einer Zeichnung aus unterbrochenen dunklen Linien auf den Flanken und einer dunkleren Unterseite. Er besitzt zudem schwarze Zeichnungen hinter den Analflossen, am Schwanzstiel und am zentralen und oberen Teil der Schwanzflosse. Außerdem besitzt er die für die Laternenhaie typischen Leuchtorgane an der Bauchseite.
Er besitzt keine Afterflosse und zwei Rückenflossen mit den ordnungstypischen Stacheln vor den Rückenflossen. Die erste Rückenflosse beginnt weit hinter den Brustflossen, ist kleiner und flacher als die zweite und besitzt einen kleinen Dorn, während der Dorn der zweiten Rückenflosse kräftig ausgebildet und so hoch wie die Flosse ist. Wie alle Arten der Familie besitzen die Tiere fünf Kiemenspalten und haben ein Spritzloch hinter dem Auge.

## Verbreitung

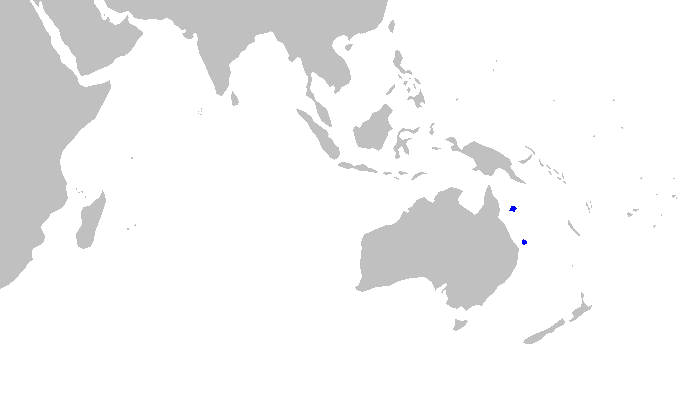
Verbreitungsgebiet von Etmopterus dislineatus

Das Verbreitungsgebiet dieser Art umfasst Teile des Südwest-Pazifiks vor der Küste Nordost-Australiens (punktuelle Nachweise). Hier ist er aus Tiefen von 590 bis 700 m bekannt.

## Lebensweise
Etmopterus dislineatus lebt im Bereich des oberen Kontinentalschelfs bis zum Grund. Wie andere Haie ernährt er sich räuberisch, wahrscheinlich von kleineren Fischen und wirbellosen Tieren. Über seine Lebensweise liegen nur wenig Daten vor. Er ist wie andere Arten der Ordnung lebendgebärend (ovovivipar).

## Gefährdung
Etmopterus dislineatus ist in der Roten Liste der IUCN als nicht gefährdet gelistet. Er hat als Speisefisch keine Bedeutung und wird entsprechend nicht gezielt befischt.

## Belege
1. 1 2  Etmopteridae.: Lantern sharks. In: Compagno et al. 2004
2. ↑  Etmopterus dislineatus in der Roten Liste gefährdeter Arten der IUCN 2024.1. Eingestellt von: Kyne, P.M. & Cavanagh, R.D., 2015. Abgerufen am 14. Oktober 2024.